# Si vis pacem, para bellum

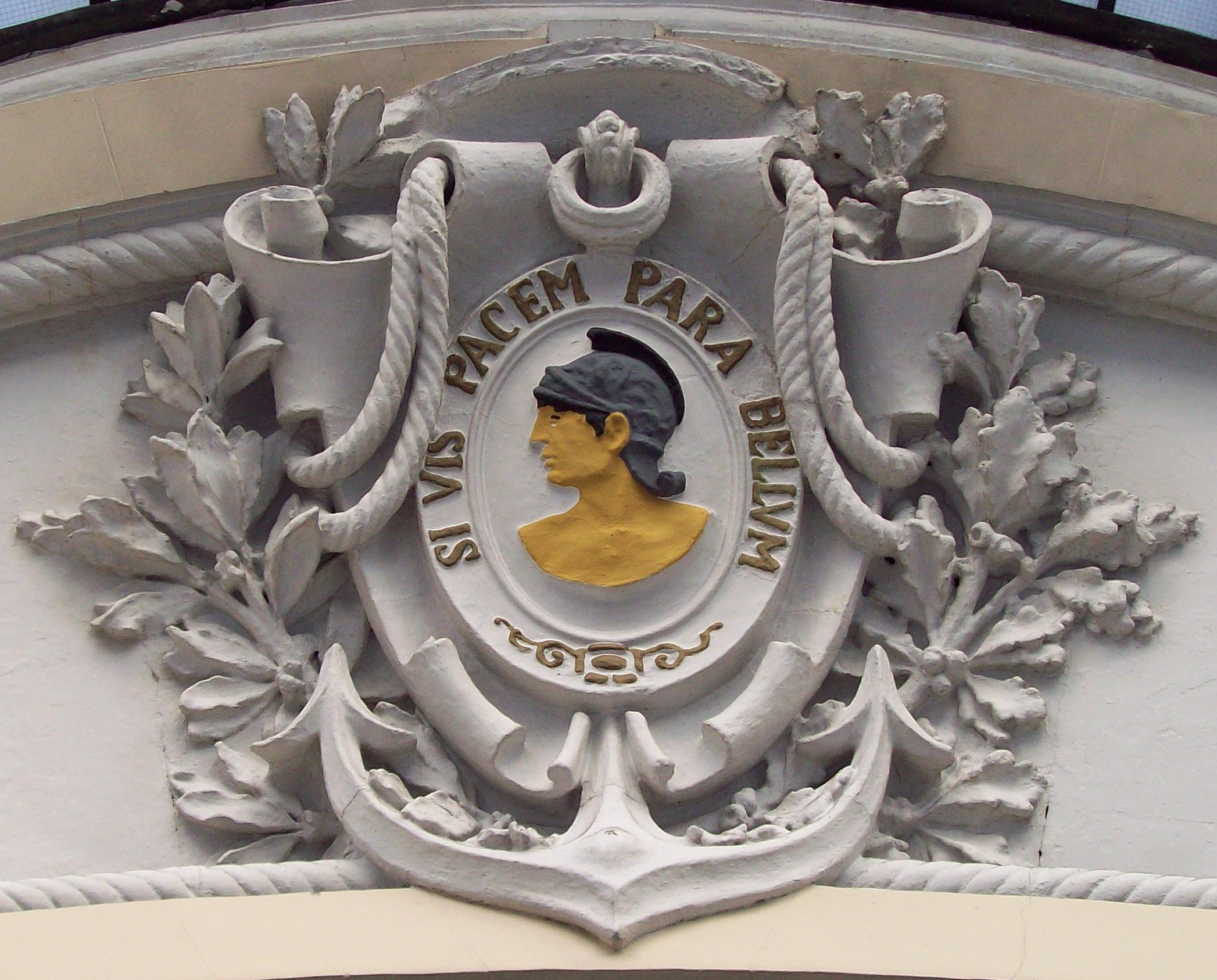
A hadsereg Kulturális Központja Madridban,a latin kifejezést mutatja "Si vis pacem, para bellum".

A Si vis pacem, para bellum egy latin mondás, aminek fordítása a következő: "Ha békét akarsz, készülj a háborúra".
A Si vis pacem, para bellum kifejezést Publius Flavius Vegetius Renatus római szerző Dē Rē Mīlitārī (Kr. u. IV. vagy V. század) című traktátusában talált kijelentésből adaptálták, amelyben a tulajdonképpeni megfogalmazás Igitur quī dēsīderat pācem, præparet bellum ("Ezért, aki békére vágyik, készüljön fel a háborúra.") Az általa közvetített gondolat olyan korábbi munkákban is megjelenik, mint például Platón Nomoi (Törvények) című művében. A kifejezés azt a belátást mutatja be, hogy a béke feltételeit gyakran a háborús készenlét őrzi meg, ha szükséges.

## Származtatott felhasználásai

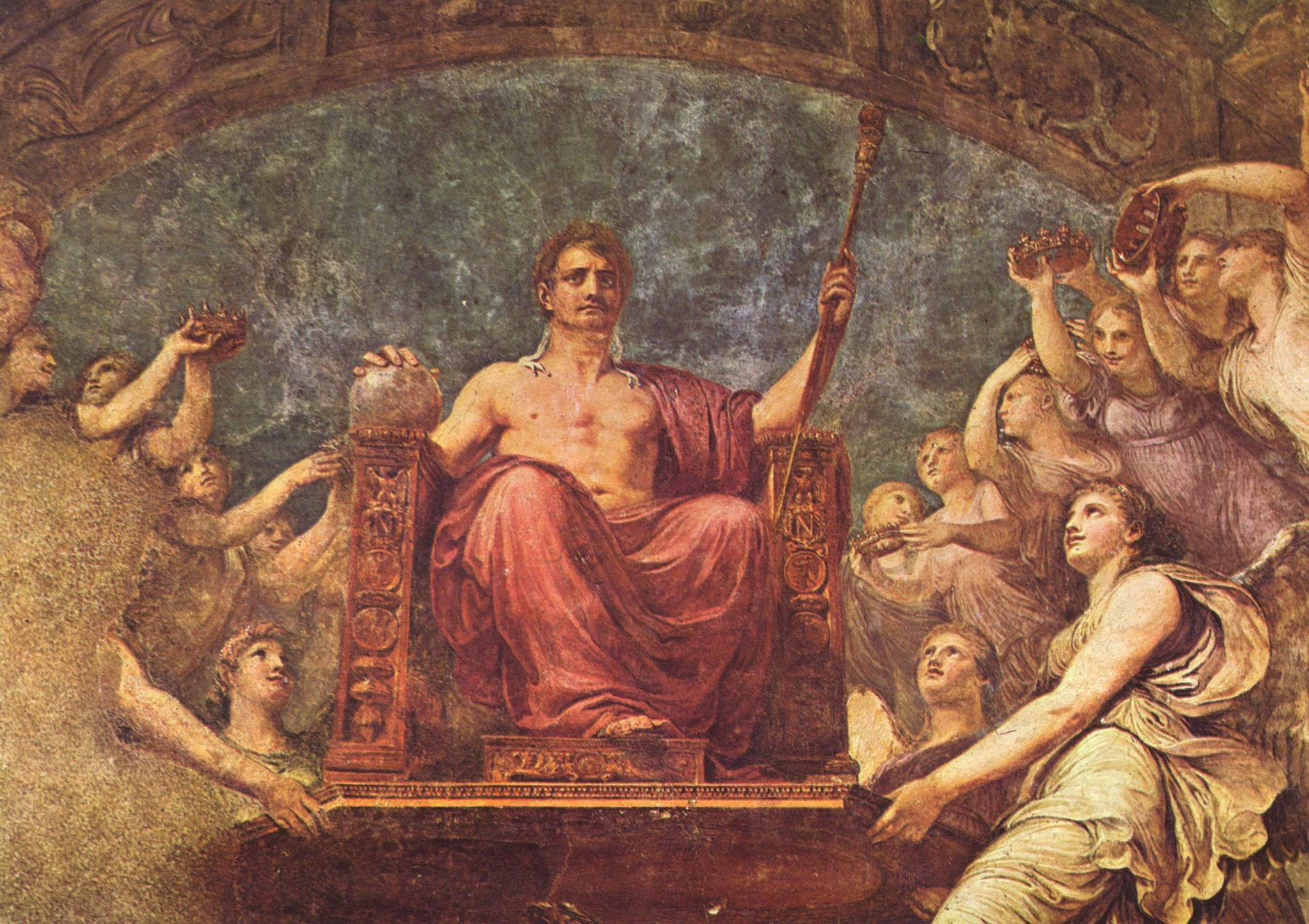
Napóleon apoteózisa, Andrea Appiani, 1807.

Bármi legyen is a forrás, a közmondás maga is élő szókincsé vált, amelyet számos nyelven különféle ötletek előállításához használnak. Például 1790-ben, a Kongresszus közös ülésén elhangzott első éves beszédében George Washington kijelentette: "A háborúra való felkészülés a béke megőrzésének egyik leghatékonyabb eszköze."

## Fordítás
- Ez a szócikk részben vagy egészben  a   Si_vis_pacem,_para_bellum című angol Wikipédia-szócikk ezen változatának fordításán alapul.  Az eredeti cikk szerkesztőit annak laptörténete sorolja fel. Ez a jelzés csupán a megfogalmazás eredetét és a szerzői jogokat jelzi, nem szolgál a cikkben szereplő információk forrásmegjelöléseként.